# ATK (squadra di calcio)
L'ATK (precedentemente conosciuta come Atlético de Kolkata, in bengalese আতলেতিকো দে কলকাতা) è stata una società calcistica indiana con sede nella città di Calcutta, nella regione del Bengala Occidentale. Fondata nel 2014, nel suo palmarès vanta tre campionati nazionali vinti rispettivamente nel 2014, 2016 e 2019-2020. Nel 2020 si è fusa con il Mohun Bagan Athletic Club dando vita a una nuova società chiamata ATK Mohun Bagan Football Club.

## Storia
Il club venne fondato dagli indiani Sourav Ganguly, Harshavardhan Neotia, Sanjiv Goenka, Utsav Parekh e fu affidata in gestione al consorzio Kolkata Games and Sports. I colori sociali scelti furono il bianco, il rosso e il blu e nei primi tre anni di attività vi fu la compartecipazione societaria dell'Atlético Madrid
Nel dicembre del 2014 si aggiudicò la prima edizione della Indian Super League vincendo per 1-0 la finale dei play-off contro il Kerala Blasters grazie al gol di Mohammed Rafique.
Dopo la seconda posizione e la sconfitta nella semifinale del 2015, si rifecero nel 2016 vincendo il 2º titolo della Indian Super League, mentre nella stagione 2017-2018 conclusero il campionato in 9ª posizione, la peggiore di sempre.
Nel 2017, dopo essere diventata indipendente dall'Atlético Madrid, cambiò nome in ATK.. Nel 2020 vincono il terzo titolo dell'Indian Super League.
Il 16 gennaio 2020 venne annunciata la fusione con il Mohun Bagan Athletic Club in modo da formare una nuova società denominata ATK Mohun Bagan Football Club a partire dalla stagione seguente. Il 1º giugno 2020 l'unione dei due club divenne ufficiale e l'ATK cessò di esistere.

## Colori e simboli

### Colori
I colori della squadra erano il bianco, il rosso e il blu, gli stessi colori dei Colchoneros, concessi dalla squadra spagnola come una delle proprietarie dei Kolkata.

### Simboli ufficiali

#### Stemma
Lo stemma della società raffigurava uno scudo grigio bordato di blu dove veniva riportato il nome della società.

## Strutture

### Stadio

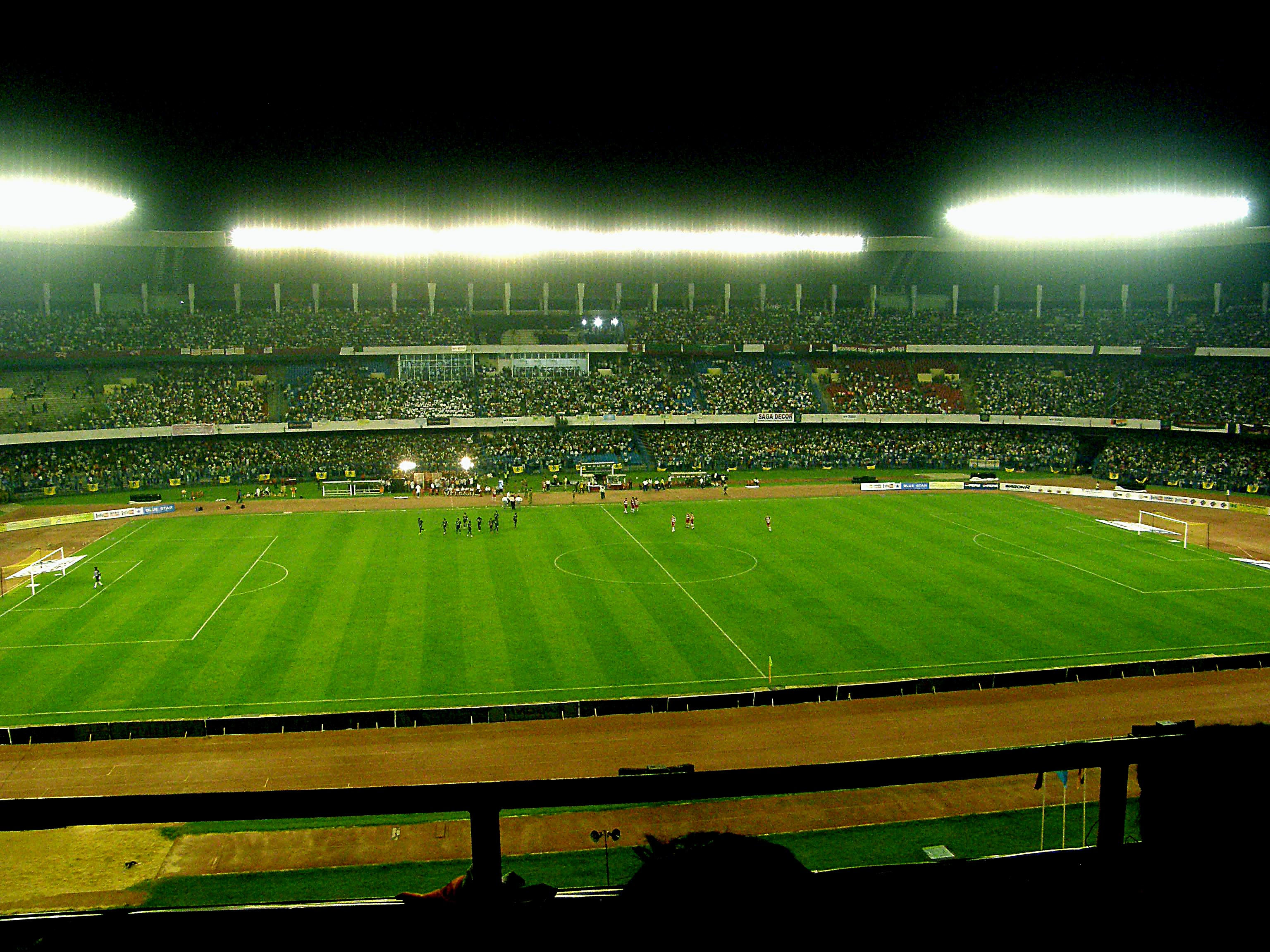
Il Salt Lake Stadium

Il Salt Lake Stadium (in bengalese যুবভারতী ক্রীড়াঙ্গন, Yuba Bharati Krirangan) è uno stadio polivalente in Bidhannagar, Kolkata, West Bengal. È il più grande stadio in India, e il secondo più grande stadio al mondo per capacità tenendo infatti 120 000 posti a sedere.
Nella stagione 2016 l'Atlético de Kolkata giocò nel Rabindra Sarobar Stadium, stadio di Calcutta da 20 000 posti.

## Società

### Sponsor
Di seguito la cronologia di fornitori tecnici e sponsor dell'Atletico de Kolkata.
| Sponsor tecnici - 2014 Umbro - 2015 Nivia | Sponsor ufficiali - 2014 Aircel |

## Allenatori e presidenti
| Allenatori - 2014-2015 Antonio López Habas - 2016-2017 José Francisco Molina - 2017-2018 Teddy Sheringham - 2018 Robbie Keane - 2018-2019 Steve Coppell - 2019-2020 Antonio López Habas | Presidenti - 2014-attuale ? |

### Allenatori vincitori di titoli
I seguenti allenatori hanno vinto almeno un trofeo quando erano alla guida del club indiano:
| Trofei | Nome                  | Stagione        |
| ------ | --------------------- | --------------- |
| 1      | Antonio López Habas   | 2014; 2019-2020 |
| 1      | José Francisco Molina | 2016            |

## Palmarès

### Competizioni nazionali

#### Come Atletico de Kolkata
- Indian Super League: 2

2014, 2016

#### Come ATK
- Indian Super League: 1

2019-2020

### Altri piazzamenti
- Super Cup:

Semifinalista: 2019